# 克拉斯諾利瑟
49°52′12″N 29°47′24″E / 49.87000°N 29.79000°E
克拉斯諾利瑟（羅馬化：Krasnolisy）是位於烏克蘭北部的村莊，由基辅州白采爾克瓦區的斯克維拉市鎮負責管轄。該村面積5.43平方公里，海拔高度210米，2001年人口533，人口密度每平方公里98.2人。